# (7112) Ghislaine
(7112) Ghislaine ist ein Asteroid des Hauptgürtels, der am 3. April 1986 von den US-amerikanischen Astronomen Carolyn Shoemaker und Eugene Shoemaker am Palomar-Observatorium (IAU-Code 675) auf dem Gipfel des Palomar Mountain etwa 80 Kilometer nordöstlich von San Diego in Kalifornien entdeckt wurde.
Der Asteroid wurde nach der belgischen Meteoritenforscherin und Kosmochemikerin Ghislaine Crozaz (* 1936) benannt, die für die Erforschung der Frühgeschichte des Sonnensystems durch die Verfolgung von Spurenelementen in Meteoriten bekannt ist.